# Princess Cruises
Princess Cruises es una línea de cruceros propiedad de Carnival Corporation & plc. La compañía está constituida en Bermuda y su sede se encuentra en Santa Clarita, California (Estados Unidos).
Princess fue fundada en 1965, anteriormente había sido una subsidiaria de P&O Princess Cruises. Al estar establecida en los Estados Unidos, el control ejecutivo de Princess Cruises fue transferido a la división estadounidense de Carnival Corporation, después de la fusión entre Carnival y P&O Princess en 2002, sin embargo Carnaval UK es responsable de las ventas y marketing de la empresa en el Reino Unido. 
La compañía se hizo famosa por la serie de televisión Vacaciones en el Mar, donde aparecieron dos de sus buques, el Island Princess y el Pacific Princess. En febrero de 2024, inició su viaje inaugural en buque más reciente de la naviera, el nuevo Sun Princess. Actualmente la compañía opera 17 cruceros.

## Historia

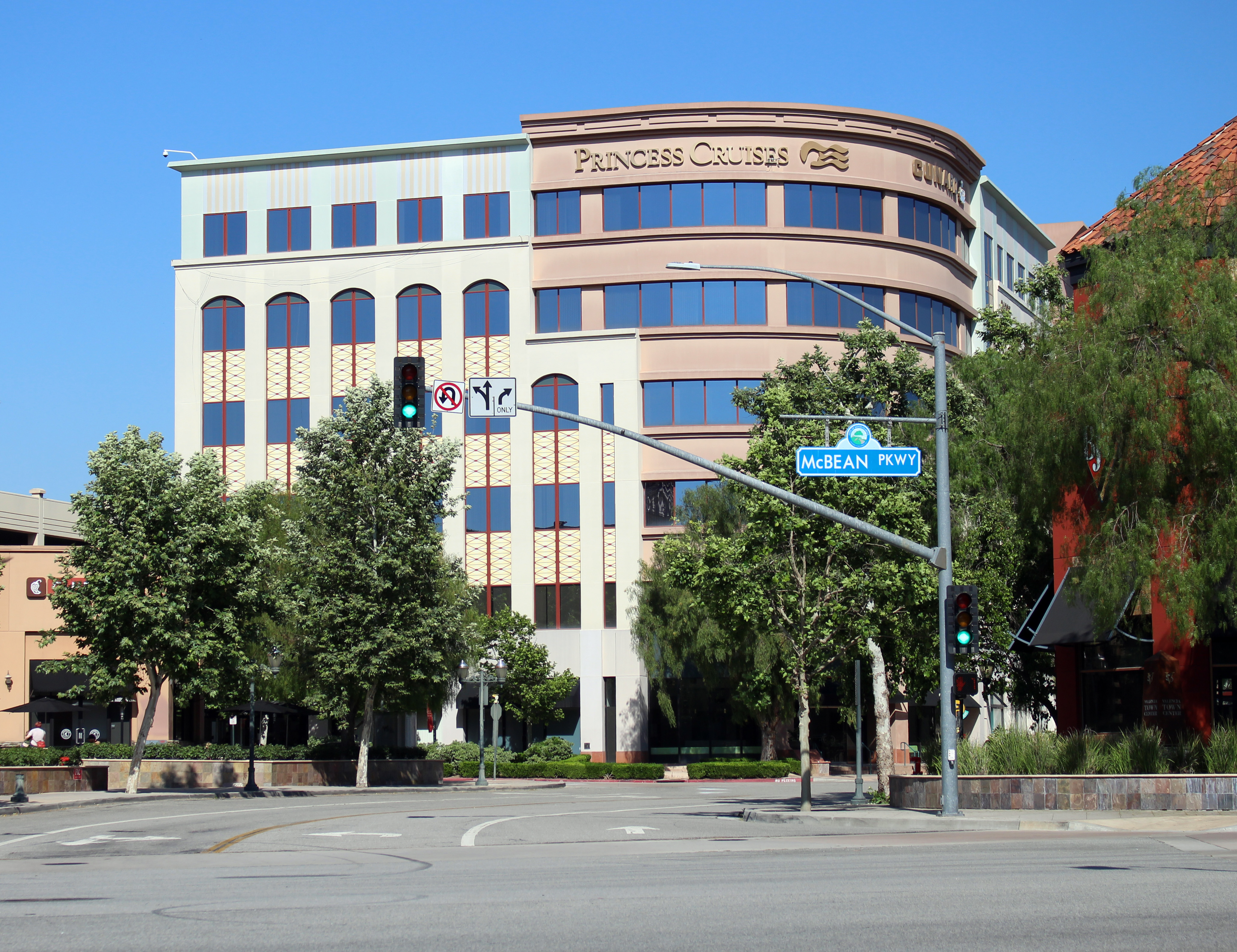
Sede central de Princess Cruises en Santa Clarita, California, Estados Unidos.

La empresa fue fundada en el otoño de 1965, por Stanley McDonald, quien alquiló el buque Princess Patricia, de la Canadian Pacific Limited, para cruceros por la Riviera Mexicana partiendo desde Los Ángeles.
En 2020, Princess se desprendió por primera vez de un barco de la clase Grand, el Golden Princess, debutando éste en la flota de P&O Cruises Australia en octubre de 2020. El Star Princess, gemelo, se transfirió a la misma naviera, debutando en noviembre de 2021. Actualmente estos barcos son los Carnival Adventure y Carnival Encounter, de la Carnival Cruise Line.
El 18 de septiembre de 2020, Princess vendió oficialmente dos barcos de la clase Sun, los Sun Princess y Sea Princess, a un comprador desconocido a partir del 18 de septiembre de 2020. El Sea Princess fue renombrado Charming por su nuevo dueño, y desde 2023 opera como Dream, para la Tianjin Orient International Cruise Line. El antiguo Sun Princess fue vendido a Peace Boat y actualmente se llama Pacific World.

### Polémica sobre contaminación marítima
En 2002, enfrente del Tribunal de Distrito de los Estados Unidos de Miami, la Carnival Corporation se declaró culpable de las acusaciones criminales de falsificar registros sobre el agua de pantoque contaminado por petróleo que seis de sus barcos habían vertido al mar desde 1996 hasta 2001. La Carnival Corporation fue condenada a que pagase una multa de 18 millones de dólares e hiciese trabajo comunitario. Además, el tribunal la puso en libertad condicional por cinco años y la corporación tuvo que someterse a un programa mundial conforme al medio ambiente para todos sus transatlánticos que vigilase el tribunal.
Por verter residuos contaminados por petróleo al mar y mentir para ocultarlo, Princess Cruise Lines tuvo que pagar una multa de 40 millones de dólares en 2016. Según autoridades federales, fue "la multa más grande que hemos tenido nunca" para una contaminación intencional por barcos de pasajeros. Funcionarios del Estado dijeron que se habían acostumbrado a verter residuos al mar en 2005 y continuaban haciéndolo hasta agosto de 2013, cuando un ingeniero que fue contratado recientemente tomó medidas para acabar con esos métodos. Como parte del contrato de declararse culpable, barcos de la empresa matriz Carnival Cruise Lines fueron sometidos durante cinco años a un plan de conformidad medioambiental, vigilado por el tribunal.
Por violar las condiciones de la libertad condicional de 2016, Carnival y su línea Princess tenían que pagar otra multa de 20 millones de dólares más en 2019. Las nuevas violaciones incluyeron descargar plástico al agua de las Bahamas, falsificar registros y entorpecer la supervisión del tribunal.

## Flota
| Buque | Año construcción | Astillero                   | En servicio en Princess | Tonelaje     | Bandera     | Notas | Imagen      |
| Clase Royal | Clase Royal      | Clase Royal                 | Clase Royal             | Clase Royal  | Clase Royal | Clase Royal | Clase Royal |
| --- | ---------------- | --------------------------- | ----------------------- | ------------ | ----------- | --- | ----------- |
| Royal Princess | 2013             | Fincantieri                 | 2013–Presente           | 142.229 tn   | Bermudas    | - Tercer barco en llevar el nombre de Royal Princess. - Bautizado por Su Alteza Real la Duquesa de Cambridge. - Antiguo buque insignia de la flota Princess antes de Sky Princess. |             |
| Regal Princess | 2014             | Fincantieri                 | 2014–Presente           | 142.229 tn   | Bermudas    | - Segundo barco en llevar el nombre Regal Princess |             |
| Majestic Princess | 2017             | Fincantieri                 | 2017–Presente           | 143.700 tn   | Reino Unido | Equipado originalmente para adaptarse al mercado de habla china. |             |
| Sky Princess | 2019             | Fincantieri                 | 2019-presente           | 145.281 tn   | Bermudas    | - Fue el barco más grande construido y operado por Princess en el momento de la entrega. - Incluye más camarotes de pasajeros, mayor número de tripulantes y mayor capacidad de invitados que los barcos hermanos más antiguos. |             |
| Enchanted Princess | 2020             | Fincantieri                 | 2020–Presente           | 145.000 tn   | Bermudas    | |             |
| Discovery Princess | 2022             | Fincantieri                 | 2022-presente           | 145.000 tn   | Bermudas    | Barco final de la clase Royal |             |
| Clase Grand |                  |                             |                         |              |             | |             |
| Todos los barcos de la clase Grand se clasifican como tipo NeoPanamax; a partir de 2016, el acceso a través del Canal de Panamá para estos barcos se ve facilitado por las esclusas de Agua Clara recién inauguradas. |                  |                             |                         |              |             | |             |
| Grand Princess | 1998             | Fincantieri                 | 1998–presente           | 107,517 tons | Bermudas    | - El barco más grande y más caro jamás construido en su debut en 1998. - Antiguo buque insignia de la flota Princess antes que Royal Princess. - Barco líder de la clase. |             |
| Diamond Princess | 2004             | Mitsubishi Heavy Industries | 2004–presente           | 115.875 tn   | Reino Unido | - Uno de los dos barcos de clase Grand modificados construidos en Japón, originalmente ordenado como Sapphire Princess, cambió de nombre después del incendio del astillero Diamond Princess; clasificado como clase Gem. - Equipado exclusivamente para navegar por Japón y el Sudeste Asiático. - Cuenta con un motor de turbina de gas adicional.              |             |
| Sapphire Princess | 2004             | Mitsubishi Heavy Industries | 2004–presente           | 115.875 tn   | Reino Unido | - Originalmente ordenado como Diamond Princess, se incendió mientras estaba en construcción, lo que retrasó la entrega y provocó que el barco cambiara de nombre y se rebautizara como Sapphire Princess. - Uno de los dos barcos de clase Grand modificados construidos en Japón, clasificado como clase Gem. - Cuenta con un motor de turbina de gas adicional. |             |
| Caribbean Princess | 2004             | Fincantieri                 | 2004–presente           | 112.894 tn   | Bermudas    | Crucero modificado de la clase Grand, clasificado como clase Caribbean. |             |
| Crown Princess | 2006             | Fincantieri                 | 2006–presente           | 113.561 ts   | Bermudas    | Crucero de clase Grand modificado, clasificado como crucero de clase Crown. |             |
| Emerald Princess | 2007             | Fincantieri                 | 2007–presente           | 113,561 tons | Bermudas    | |             |
| Ruby Princess | 2008             | Fincantieri                 | 2008–presente           | 113.561 tn   | Bermudas    | Clase Crown modificada construida final y barco de clase Grand en general |             |
| Clase Coral |                  |                             |                         |              |             | |             |
| Coral Princess | 2002             | Chantiers de l'Atlantique   | 2003–Presente           | 91.627 tn    | Bermudas    | - Tipo Panamax - Barco líder de la clase |             |
| Island Princess | 2003             | Chantiers de l'Atlantique   | 2003–Presente           | 91.627 tn    | Bermudas    | - Tipo Panamax - Aumento de plazas de pasajeros en 2015 |             |
| Clase Sphere |                  |                             |                         |              |             | |             |
| Sun Princess | 2024             | Fincantieri                 | 2024-presente           | 175.500 tn   |             | Primer barco de Princess propulsado por GNL. |             |

## Futuros barcos
| Buque         | Clase  | Astillero   | Fecha prevista de entrada en servicio en Princess | Tonelaje   | Bandera                | Notas                      | Imagen |
| ------------- | ------ | ----------- | ------------------------------------------------- | ---------- | ---------------------- | -------------------------- | ------ |
| Star Princess | Sphere | Fincantieri | Mayo de 2025                                      | 175.500 tn | Pendiente de confirmar | - Gemelo del Sun Princess. |        |

https://api.kscope.io/ks-doc-view?key=fde6d8e0-6260-46ee-9286-9578b2baf99c&content=benznews&docid=ab64d938f06d8489af2458e460469b5d64703bd2&allow_back=true
https://cruiseindustrynews.com/cruise-news/2025/08/star-princess-completes-sea-trials/